# Châteaugiron
Châteaugiron è un comune francese di 6 610 abitanti situato nel dipartimento dell'Ille-et-Vilaine nella regione della Bretagna. Dal 1º gennaio 2017 il comune si è esteso, inglobando il territorio dei comuni di Saint-Aubin-du-Pavail e di Ossé.

## Società

### Evoluzione demografica
Abitanti censiti